# Asunder, Sweet and Other Distress
Asunder, Sweet and Other Distress é o quinto álbum de estúdio da banda canadense de post-rock Godspeed You! Black Emperor , lançado em 31 de março de 2015 pela Constellation Records. O álbum foi gravado com o engenheiro de áudio elétrico Greg Norman na Carolina do Norte e Montreal, e foi o primeiro a apresentar material completamente novo desde a reforma da banda em 2010. É também, com exceção da versão em vinil de F♯ A♯ ∞ (ignorando o groove travado), o álbum mais curto do grupo até hoje, com apenas quarenta minutos.
O álbum foi anunciado em 24 de fevereiro de 2015; o grupo também compartilhou um trecho de "Peasantry or ‘Light! Inside of Light!’" no SoundCloud. Em 24 de março de 2015, a Constellation transmitiu o álbum no SoundCloud.

## Recepção
| Críticas profissionais | Críticas profissionais |
| Pontuações agregadas   | Pontuações agregadas   |
| Fonte                  | Avaliação              |
| ---------------------- | ---------------------- |
| Metacritic             | 84/100                 |
| Avaliações da crítica  |                        |
| Fonte                  | Avaliação              |
| AllMusic               | [ 6 ]                  |
| The A.V. Club          | A−                     |
| Drowned in Sound       | [ 8 ]                  |
| Exclaim!               | 8/10                   |
| The Guardian           | [ 10 ]                 |
| Paste                  | 9.3/10                 |
| Pitchfork              | 7.6/10                 |
| Spin                   | [ 13 ]                 |
| Sputnikmusic           | [ 14 ]                 |

No Metacritic, que atribui uma classificação normalizada de 100 às resenhas de críticos de música, o álbum recebeu uma pontuação média de 84, indicando “aclamação universal”.
Mark Richardson, da Pitchfork, descreveu o álbum como um "tipo diferente de transação" e que, ao ouvir o álbum, "você tem que baixar a guarda", já que o Godspeed "transforma sentimentos em registros convincentes. Eles ainda estão no caminho certo". Nilan Perera, de Exclaim!, chamou o álbum de "uma explosão bela e concisa que transmite a essência musical da banda".

## Faixas
As quatro faixas do álbum são baseadas em "Behemoth", tocada ao vivo inúmeras vezes desde 2012 e previamente gravada no palco para a série de concertos We Have Signal.
| N.º            | Título                                   | Duração |  |
| 1.             | "Peasantry or ‘Light! Inside of Light!’" | 10:28   |  |
| 2.             | "Lambs' Breath"                          | 9:52    |  |
| 3.             | "Asunder, Sweet"                         | 6:13    |  |
| 4.             | "Piss Crowns Are Trebled"                | 13:50   |  |
| Duração total: | Duração total:                           | 40:23   |  |

## Pessoal

### Godspeed You! Black Emperor
- Thierry Amar - baixo, contrabaixo
- David Bryant - guitarra elétrica, Portasound, órgão, pedais
- Aidan Girt - bateria
- Timothy Herzog - bateria e drones
- Efrim Menuck - guitarra elétrica
- Mike Moya - guitarra elétrica
- Mauro Pezzente - baixo
- Sophie Trudeau - violino, drones
- Karl Lemieux - projeções de filmes de 16 mm

### Pessoal técnico
- Greg Norman - gravação, mixagem
- Harris Newman da Greymarket - masterização

## Tabelas
| Tabela (2015)                  | Melhor Posição |
| ------------------------------ | -------------- |
| Reino Unido (UK Albums Chart)  | 37             |
| França (SNEP)                  | 179            |
| Estados Unidos (Billboard 200) | 129            |